# Chilades cajus
Chilades cajus är en fjärilsart som beskrevs av Fabricius 1793. Chilades cajus ingår i släktet Chilades och familjen juvelvingar. Inga underarter finns listade i Catalogue of Life.